# Associação Internacional de Ergonomia
A Associação Internacional de Ergonomia (International Ergonomics Association) - IEA é uma federação de quarenta e duas organizações de ergonomia em todo o mundo.
Fazem parte da IEA, a Associação Brasileira de Ergonomia - ABERGO e a Associação Portuguesa de Ergonomia - APERGO.

## Ligações Externas
IEA - Associação Internacional de Ergonomia (em inglês)
ABERGO - Associação Brasileira de Ergonomia
APERGO - Associação Portuguesa de Ergonomia